# П'ятківський Ігор Омелянович
Ігор Омелянович П'ятківський (нар. 15 січня 1966, м. Тернопіль, Україна) — український фахівець у галузі охорони природи.

## Життєпис
Ігор Омелянович П'ятківський народився 15 січня 1966 року в місті Тернополі, Україна.
Закінчив Тернопільський педагогічний інститут (1991, нині національний університет).
Співорганізатор студентського екологічного клубу «Гея» (1988), екологічної експедиції «Серет-89».
Від 1991 працює у природоохоронних органах області, займається заповідною справою, формуванням екологічної мережі. Нині — заступник начальника управління — начальник відділу розвитку екомережі, природних ресурсів, екомоніторингу і зв'язків з громадськістю Управління екології та природних ресурсів Тернопільської ОДА

## Доробок
Розробив Програму формування регіональної екологічної мережі Тернопільської області на 2002—2015 рр., що затверджена рішенням обласної ради № 32 від 26 липня 2002. Забезпечив організацію понад 40 територій та об'єктів природно-заповідного фонду.
Учасник міжнародних наукових конференцій і семінарів.
Автор близько 100 наукових та інших публікацій у періодиці, гасел у «Тернопільському енциклопедичному словнику». Співавтор книги «Унікальні перлини природи Тернопільщини» (2014).